# Hallerstraße (metropolitana di Amburgo)
Hallerstraße  è una stazione della metropolitana di Amburgo, sulla linea U1.